# Partido Comunista de Austria
El Partido Comunista de Austria (en alemán: Kommunistische Partei Österreichs, abreviado KPÖ) se fundó en 1918, siendo uno de los partidos comunistas más antiguos del mundo. El KPÖ es históricamente uno de los dos partidos políticos, con los socialcristianos, que defiende la idea de una nación austríaca independiente.
Estuvo prohibido entre 1933 y 1945, durante la dictadura austrofascista y la posterior dominación alemana de Austria, en la que tuvo un importante papel en la resistencia austriaca contra el nacionalsocialismo y el fascismo. Consiguieron tener un ministro en el primer gobierno austriaco tras la Segunda Guerra Mundial.
Sin embargo, no ha tenido representación en el parlamento federal desde 1959. Después de la pérdida de su último representante en un parlamento estatal, en Estiria en 1970, se convirtió en un movimiento con una importancia política limitada. En las elecciones al Consejo Nacional, el 22 de noviembre de 2002, solamente obtuvo un 0,56 % de los votos (27.568 de un total de 4.909.645) por debajo del 4 % mínimo para obtener escaños. Sin embargo, obtuvo un excepcional 20 % de los votos en las elecciones municipales de Graz en 2003, y en 2005 volvió a tener representación en un parlamento estatal después de 35 años tras conseguir el 6,3 % de los votos en Estiria, después de que Ernest Kaltenegger lograse un gran éxito en esas elecciones.
En septiembre de 2021 el partido obtuvo el primer lugar en las municipales de la ciudad de Graz. Analistas políticos atribuyeron esta victoria a la popularidad de la dirigente local del partido Elke Kahr.
El partido publica un periódico llamado Volksstimmen (anteriormente Volksstimme; signficando «voces/voz del pueblo»), y participa activamente en las elecciones.

## Historia

### Antecedentes y fundación
El KPÖ fue fundado oficialmente el 3 de noviembre de 1918. Debido al bloqueo marítimo de los Aliados durante la Primera Guerra Mundial, hubo escasez de suministros en Austria, lo que provocó protestas de los trabajadores. Tales acciones incluyeron huelgas como la "Jännerstreik" de 1918. En 1917, coincidiendo con la Revolución Rusa de Octubre, el ala izquierda del movimiento obrero estableció el KPÖ. Ruth Fischer, Karl Steinhardt, Franz Koritschoner y Lucien Laurat estuvieron entre los cofundadores.
Los intentos de establecer una Räterepublik (República de consejos populares) en Austria dieron como resultado desarrollos diferentes a los de Alemania o Rusia, ya que los Räte solo pudieron establecerse en áreas aisladas y de alta densidad de población, como Viena y las áreas industriales de Alta Austria. Sin embargo, se formó una "Guardia Roja" (Rote Garde) y pronto se integró con el Volkswehr (Ejército Popular de Resistencia). El 12 de noviembre de 1918, el partido intentó un golpe de Estado, que no fue organizado profesionalmente ni autorizado por el gobierno soviético. En cuestión de horas, el intento de golpe fue derrotado.

### Primera República, Segunda Guerra Mundial y resistencia al nazismo
Durante la Primera República, el KPÖ tuvo poca influencia y no logró obtener un solo mandato en el parlamento, en parte debido a la capacidad del Partido Socialdemócrata (SPÖ) para unir a los trabajadores como movimiento de oposición. El partido también se vio seriamente debilitado por las luchas entre facciones internas. Paralelamente al ascenso de Iósif Stalin a Secretario General en la Unión Soviética a principios de la década de 1920, el KPÖ también fue remodelado de acuerdo con los principios del centralismo democrático, y la disciplina del partido se hizo cumplir más estrictamente. Debido a estas reformas, el partido pudo superar sus luchas entre facciones a fines de la década de 1920.
En 1933, el KPÖ fue prohibido por un decreto de emergencia del gobierno austrofascista de Engelbert Dollfuss, pero continuó operando clandestinamente. Según fuentes internas, el KPÖ estaba preparado para esta situación desde mediados de la década de 1920. Después de que el Partido Socialdemócrata también fuera prohibido, muchos expartidarios y funcionarios del SPÖ, como Ernst Fischer y Christian Broda, trabajaron en la clandestinidad en cooperación con el KPÖ.
El KPÖ participó en la fallida rebelión de los trabajadores el 12 de febrero de 1934, que fue provocada por la milicia Republikanischer Schutzbund (Liga de Defensa Republicana). Marcó un último intento de salvar la democracia austriaca del fascismo, pero fue desafortunado.

El KPÖ mantuvo una línea que a menudo estaba en desacuerdo con el Partido Comunista de la Unión Soviética, como estar en desacuerdo con la marca de Stalin de la socialdemocracia como una forma de "socialfascismo" a fines de la década de 1920. La disidencia de los comunistas austriacos fue de vanguardia, con su negativa a condenar a la socialdemocracia reflejando aspectos del 7.º Congreso Mundial del Komintern en 1935. La postura tolerante de los comunistas austriacos abrió su partido a una afluencia de socialdemócratas más decepcionados. Después del aplastamiento del levantamiento de febrero de 1934 por parte del ejército federal y la Heimwehr, el KPÖ creció rápidamente de 4.000 a 16.000 miembros.
"La opinión de que el pueblo austriaco es parte de la nación alemana es teóricamente infundada. Una unión de la nación alemana, en la que también están incluidos los austriacos, nunca existió y tampoco existe hoy. El pueblo austriaco ha vivido bajo condiciones económicas diferentes y condiciones políticas que los restantes alemanes en el "Reich", y por lo tanto han elegido otro desarrollo nacional. Cuán lejos está este proceso de un desarrollo nacional, y/o cuán cercanas son las conexiones de la descendencia común y el lenguaje común, sólo en concreto la investigación de su historia puede responder eso".

—Alfred Klahr (bajo su seudónimo "Rudolf"), después de que los líderes comunistas en el exilio en Praga le preguntaran en 1936 si existía la noción teórica de una nación austriaca independiente separada de Alemania
El KPÖ también adoptó una postura independiente de la corriente principal en sus puntos de vista sobre la nacionalidad y una identidad austriaca separada de Alemania, y el destacado intelectual comunista Alfred Klahr escribió que la opinión de que el pueblo austriaco era parte de Alemania era teóricamente infundada. Por el contrario, muchos socialdemócratas austriacos consideraban la afiliación a la nación alemana como algo natural e incluso deseable. Haciéndose eco de los pensamientos de Klahr, el KPÖ expresó su firme creencia en una Austria independiente cuando el país fue anexado a la Alemania nazi en marzo de 1938. En su histórico llamado An das österreichische Volk (esp: Para el pueblo austriaco ), el partido denunció a Adolf Hitler y llamó a todas las personas a luchar juntas por una Austria independiente.
Como resultado del Pacto Ribbentrop-Molotov de 1939, varios comunistas austriacos en el exilio, como el miembro fundador de KPÖ, Franz Koritschoner, fueron deportados de la Unión Soviética y entregados a los nazis. Después de que estalló la guerra entre Alemania y la Unión Soviética, los soviéticos rápidamente revirtieron su postura y trataron de apoyar a los comunistas austriacos contra la Alemania nazi.
Durante el dominio nazi, el KPÖ desempeñó un papel importante en la resistencia austriaca, luchando codo a codo con antiguos enemigos políticos como los socialcristianos, los católicos, los monárquicos y los granjeros contra el régimen de Hitler. El KPÖ tomó en serio la orden de las Potencias Aliadas en la Declaración de Moscú de octubre de 1943, que pedía la "propia contribución" de Austria a su liberación del fascismo como condición previa para la resurrección de su propio estado. Más de 4.000 comunistas fueron encarcelados o enviados a campos de concentración y más de 2.000 perdieron la vida durante la resistencia, incluidos 13 miembros del comité central del KPÖ. También había una red de resistencia comunista austriaca en Bélgica, el Österreichische Freiheitsfront (esp: Frente de la Libertad de Austria).
Existe cierto desacuerdo entre los historiadores si el KPÖ luchó contra los nazis por patriotismo o si siguió el patrón de la lucha ideológica del comunismo contra el fascismo en general. Los documentos internos del partido muestran la verdad en algún punto intermedio; el KPÖ quería que su país estuviera libre de la ocupación alemana tanto como querían que se volviera comunista.

### Segunda República
Después de que Austria recuperara su independencia de Alemania, el KPÖ alcanzó importancia nacional, ya que, en su mayor parte, pudo contar con el apoyo de las autoridades soviéticas de ocupación. En el primer gobierno provisional bajo Karl Renner, el KPÖ estuvo representado por siete miembros, junto con diez socialistas y nueve socialistas cristianos. El presidente del partido, Johann Koplenig, se convirtió en vicecanciller, mientras que los compañeros comunistas Franz Honner y Ernst Fischer fueron nombrados ministros responsables del Interior y de Educación respectivamente. Sin embargo, Renner superó a los comunistas al tener dos poderosos subsecretarios en cada ministerio, a los que se nombró anticomunistas. Durante los años de la reconstrucción nacional, el KPÖ criticó con vehemencia la "reconstrucción capitalista a expensas de la clase obrera" y rechazó rotundamente el Plan Marshall
El KPÖ aseguró a los soviéticos que podrían ganar hasta el 30% de los votos en las primeras elecciones del Consejo Nacional en 1945. Sin embargo, el KPÖ obtuvo solo el 5,4% de los votos (174.257 votos) y, por lo tanto, estuvo representado con solo 4 miembros (de 165) en el parlamento austriaco. Sin embargo, el canciller Leopold Figl (del derechista ÖVP) ofreció al partido un puesto ministerial en el gobierno, y el comunista Karl Altmann fue nombrado Ministro de Energía. Con el comienzo de la Guerra Fría y los continuos argumentos sobre el Plan Marshall, Altmann renunció a su cargo en 1947 y el KPÖ se convirtió en un partido de oposición.

### Huelgas generales de 1950
Después de la guerra, la economía nacional estaba en ruinas y el gobierno liderado por el ÖVP instituyó un severo programa de austeridad. Las medidas planificadas (Viertes Lohn- und Preisabkommen, esp: Cuarto acuerdo de fijación de precios y salarios ) incluían aumentos sustanciales de precios pero aumentos salariales menores, y movimientos de huelga a gran escala formados en protesta del 26 de septiembre al 6 de octubre de 1950. Esta, la huelga más grande en la historia de la posguerra de Austria, comenzó en las fábricas de Steyr y Voest y las plantas de nitrógeno en la zona estadounidense de ocupación, y a las 10:00 a. m. el número de huelguistas llegó a 15.000. Más de 120.000 trabajadores participaron en el primer día de huelga. Sin embargo, la interrupción de la huelga para legitimarla con una conferencia de todos los comités de empresa austriacos quitó el impulso al movimiento y en la segunda fase la concentración de huelgas se desplazó a la zona soviética de ocupación.
En la mañana del miércoles 27 de septiembre, miles de trabajadores en huelga procomunistas tomaron el control de la sede regional de la Österreichischer Gewerkschaftsbund (esp: Federación de Sindicatos de Austria) en Linz y Graz con su infraestructura de comunicación. Una vez más, la policía se mantuvo al margen, pero los socialistas de Viena se apresuraron a utilizar todos sus recursos para debilitar la influencia comunista. Al final del día, unidades policiales y paramilitares sacaron a los comunistas de los edificios de la ÖGB en zonas británicas y estadounidenses. El 28 de septiembre, los comunistas reunieron a setenta voluntarios para asaltar la oficina nacional de la ÖGB en Viena y fueron derrotados por la policía.  A las 7 de la tarde del 27 de septiembre, incluso los soviéticos acordaron que la huelga fracasó y su programa de radio instruyó a los trabajadores austriacos a volver al trabajo. La ÖGB rechazó la huelga. El KPÖ asumió un papel destacado en esta huelga, lo que llevó a los políticos de la gran coalición en el poder a temer un golpe de Estado, con el objetivo de instalar una república popular. El KPÖ negó estas acusaciones.
Una segunda serie de huelgas comenzó la semana siguiente, en Viena y Baja Austria, e involucró aproximadamente al 19% de la mano de obra industrial. Los huelguistas empeoraron el impacto al interrumpir el tráfico ferroviario. Asaltaron la estación de Stadlau en Donaustadt tres veces, fueron expulsados tres veces y luego bloquearon las vías hasta la noche. El 5 de octubre reanudaron el bloqueo de Stadlau a partir de las 5 de la mañana, tomaron el control de Nordbahnhof y amenazaron a Südbahnhof. Con la policía inhabilitada, los ferrocarriles fueron defendidos por sus empleados y los voluntarios del batallón "Olah" estaban armados con garrotes, operaban en equipos pequeños y se enfrentaban a los comunistas en combates cuerpo a cuerpo en la primera oportunidad. Hubo informes de que los soviéticos proporcionaron camiones para mover las tripulaciones comunistas, pero esto fue lo más lejos que pudieron los soviéticos en apoyar la huelga".
El 5 de octubre, el presidente del Sindicato de Trabajadores de la Construcción y la Madera, Franz Olah, logró negociar la disolución de las huelgas de octubre. Olah organizó a los trabajadores que apoyaban al SPÖ en enfrentamientos con los comunistas, donde pudieron superarlos en número y derrotarlos. Esto provocó una gran fricción entre el KPÖ y muchos miembros del SPÖ. El hecho de que el Ejército Rojo soviético no interfiriera también puso fin a las huelgas.

### Debilidades y crisis
Durante los 10 años de ocupación aliada de 1945 a 1955, la amenaza de una división nacional similar a la que le sucedió a la Alemania de la posguerra se hizo presente. El Telón de Acero dividía el continente europeo en dos mitades. Durante este período, el KPÖ estuvo en constante contacto con las autoridades soviéticas y Moscú. Tras los malos resultados del partido en las elecciones parlamentarias del 25 de noviembre de 1945 (Día de Santa Catalina , por lo que las elecciones se conocieron como Katharinen-Wahl), el representante del KPÖ en Moscú, Friedrich Hexmann, tuvo que presentar un informe al Politburó con propuestas sobre cómo mejorar la situación del partido. El problema con la estrategia de los comunistas fue identificado como su objetivo de construir una futura coalición (Volksfront) con el SPÖ. Esto requirió un giro hacia la derecha en la medida en que las diferencias ideológicas entre el KPÖ y el SPÖ no eran evidentes.
La cercanía del KPÖ a Moscú también hizo que muchos votantes desconfiaran del partido y sus objetivos. En los antiguos territorios del Imperio austrohúngaro, los sistemas democráticos multipartidistas estaban siendo penetrados y socavados de manera lenta pero segura por los partidos comunistas prosoviéticos locales con el apoyo encubierto o incluso abierto de los soviéticos, como se observó en Checoslovaquia, Hungría y Polonia. Mientras se cerraba el Telón de Acero, los austriacos temían correr la misma suerte que sus vecinos.
Conversaciones entre el líder del partido Johann Koplenig y Stalin (Sondermappe Nombre en clave: Gen. Filipof (f)) resultó en propuestas de una posible división de Austria entre Oriente y Occidente, similar a Alemania. Dado que el KPÖ perdía constantemente votos en las elecciones parlamentarias, una división y el establecimiento de una Austria Oriental dirigida por comunistas habría sido una forma práctica de consolidar al menos una parte de su poder menguante. Las autoridades soviéticas en Moscú mostraron poco interés por tal división por varias razones, a saber, porque el tamaño de una Austria Oriental recién establecida habría sido bastante pequeño y podría no haber sido capaz de existir sin una ayuda soviética significativa. La situación en el sector soviético de Austria ya era difícil ya que los soviéticos confiscaron todas las industrias, fábricas y bienes y transportaron cualquier cosa de valor económico a la Unión Soviética como parte de las reparaciones de guerra. Estratégicamente la OTAN, habría proporcionado una conexión entre Alemania Occidental e Italia. Sin embargo, una Austria unida y neutral podría actuar como una barrera, junto con Suiza , asegurando así una parte del frente centroeuropeo para los soviéticos. Por lo tanto, las propuestas de los comunistas austriacos fueron descartadas.
Moscú quería una garantía de neutralidad como condición previa para la liberación de Austria hacia la independencia; al país no se le permitiría unirse a ninguno de los lados del Telón de Acero. A medida que avanzaban las negociaciones, el KPÖ cambió de táctica. El KPÖ se desvió a la postura de Moscú y apoyó la idea de neutralidad durante las negociaciones del Tratado de Estado de Austria. Muchos miembros de otros partidos, como Leopold Figl, no querían la neutralidad, sino un firme anclaje con Occidente y la OTAN. Sin embargo, los soviéticos pudieron impulsar esta demanda. El Tratado de Estado de Austria se votó el 15 de mayo de 1955 y la declaración de neutralidad se proclamó el 26 de octubre de 1955. Esto se decidió en el Consejo Nacional con los votos de ÖVP, SPÖ y KPÖ; la Federación de Independientes (VdU, precursora del FPÖ) votó en contra de la neutralidad.
Debido a la recuperación económica y al final de la ocupación en 1955, el KPÖ perdió el poder protector de los ocupantes soviéticos. El partido perdió un pilar principal de apoyo y fue sacudido por una crisis interna. Como muchos otros partidos comunistas en todo el mundo, el KPÖ se había orientado hacia el marxismo-leninismo de corte estalinista y se ha aliado estrechamente en este punto con la línea del Partido Comunista Soviético. El hecho de que el partido no condenara la sangrienta represión del levantamiento húngaro de 1956 provocó una ola de retiros del partido. El 10 de mayo de 1959, el KPÖ perdió representación en el Consejo Nacional, recibió 142.578 votos, el 3,3% del recuento total y, por lo tanto, no alcanzó el umbral electoral del 4% para recibir escaños.
La invasión de Checoslovaquia por las tropas soviéticas en 1968 durante la Primavera de Praga fue condenada en un principio por el KPÖ. Sin embargo, en 1971 el partido revisó su posición y volvió a la línea soviética. Un crítico de estos desarrollos, el exministro de Educación de KPÖ, Ernst Fischer (quien lo calificó de "comunismo de tanque") fue expulsado del partido y readmitido solo en 1998.
Debido a la continua caída del apoyo a fines de la década de 1970 y principios de la de 1980, el partido coqueteó brevemente con un movimiento hacia la derecha hacia el eurocomunismo y el socialismo democrático. Esto, a su vez, provocó la protesta de los principales partidarios del partido, que veían poca diferencia con la socialdemocracia y temían un debilitamiento de la causa comunista. Tras las reformas, más de un tercio de los miembros del partido se fueron. La dirección del KPÖ finalmente se retractó de estos cambios y el partido restableció las conexiones con el PCUS.
Habiendo tenido previamente 150.000 miembros inmediatamente después de la Segunda Guerra Mundial, las filas del partido se redujeron a aproximadamente 35.000 en la década de 1960 y a unos pocos miles en la década de 1970. A partir de 2005, la membresía asciende a unos 3.500 miembros.
El KPÖ estuvo representado en el Consejo Nacional desde 1945 hasta 1959, en las asambleas estatales (Landtage) (con algunas interrupciones) de Salzburgo hasta 1949, en Baja Austria hasta 1954, en Burgenland hasta 1956, en Viena hasta 1969 y en Carintia como así como en Estiria hasta 1970. En Alta Austria, Tirol y Vorarlberg, el KPÖ nunca tuvo representación estatal.

### Tras la caída del Bloque Socialista
Con la caída del comunismo en Europa del Este y la Unión Soviética, el KPÖ se vio enfrentado a nuevos desafíos en cuanto a su filosofía y futuro. El experimento con una forma moderada de eurocomunismo no fue bien recibido por sus principales partidarios; sin embargo, tampoco se pudo persuadir a los votantes moderados. El KPÖ enfrentó tiempos difíciles durante un período en el que los partidos comunistas de todo el mundo estaban retrocediendo.
En enero de 1990, se nombró a dos nuevos líderes, Walter Silbermayr y Susanne Sohn, para renovar el partido y descubrir errores y equivocaciones que se cometieron en el pasado. Los intentos de Sohn y Silbermayr de crear una alianza de izquierda (Wahlbündnis) para las elecciones al Consejo Nacional de 1990 fracasaron. El partido perdió alrededor de un tercio de sus miembros durante el proceso. En marzo de 1991, solo tres meses después, ambos presidentes renunciaron, y su proceso de renovación no recibió el apoyo suficiente interno de los miembros del partido.
El partido ha sido consistentemente crítico con la OTAN y la Unión Europea, comparando la adhesión de Austria a la UE en 1995 con el Anschluß de la Alemania nazi. El partido hizo campaña contra la Constitución Europea en su forma planificada; sin embargo, no considera la salida de la Unión Europea como una prioridad inmediata, sino como un objetivo a largo plazo.
Hasta 2003, había una celebración oficial en el Jesuitenwiese en el parque Prater de Viena, que normalmente se celebraba cada año el primer fin de semana de septiembre. La celebración se llamó Volksstimmefest, en honor al antiguo periódico del partido. Debido a razones financieras, el festival no pudo llevarse a cabo en 2004. Sin embargo, desde entonces ha regresado, celebrándose nuevamente en septiembre de 2005 y todos los años desde entonces. Hoy, el KPÖ se ve a sí mismo como parte del movimiento antiglobalización, así como también como un partido feminista. Se presentó junto con Linke, durante las elecciones europeas de 2004 como parte del Partido de la Izquierda Europea.

#### Situación financiera
Después del colapso de la República Democrática Alemana en 1989, hubo largos procedimientos judiciales durante muchos años en relación con los considerables activos netos de la empresa Novum. Aunque la empresa era de Alemania Oriental, se utilizó para desviar dinero y financiar el KPÖ; consulte también a Rudolfine Steindling para obtener más detalles. La empresa solía ganar grandes cantidades de dinero a través del comercio exterior de la RDA y la protección del Partido Socialista Unificado de Alemania Oriental (SED), y las ganancias se usaban casi exclusivamente para apoyar al KPÖ. Como estado sucesor, la República Federal de Alemania reclamó todas las finanzas de Novum, que fue muy disputada por el KPÖ. Los tribunales alemanes decidieron en 2002 que la antigua empresa SED pertenecía a los activos estatales de la RDA, por lo tanto, a su estado sucesor, la Alemania unificada. Por lo tanto, estos activos netos del KPÖ fueron confiscados.
Debido a la decisión judicial sobre el holding Novum, el partido perdió más de 250 millones de euros de sus activos financieros. El partido no vio otra alternativa que despedir a todos sus empleados y detener la producción de su periódico semanal Volksstimme ("La voz del pueblo", luego reiniciado como Volksstimmen). La existencia continua del partido depende en gran medida del trabajo voluntario de comunistas y simpatizantes dedicados. .
Debido a los problemas financieros, el partido tuvo que vender la llamada Ernst-Kirchweger-Haus (EKH), que estaba ocupada por los llamados activistas Autonome (autónomos) desde 1990. La venta provocó fuertes críticas de los izquierdistas dentro y fuera de Austria, siendo condenado como "capitalista". Los críticos acusaron al KPÖ de no haber agotado todas las posibilidades para evitar la venta. Sin embargo, la acusación de que el comprador privado era un extremista de derecha no pudo ser fundamentada.
En enero de 2005 hubo varios actos de vandalismo contra automóviles y viviendas privadas de funcionarios de KPÖ, así como la casa del presidente de KPÖ. Según los informes de los medios, los perpetradores se revelaron a través de los grafitis como simpatizantes de EKH. El KPÖ se defendió argumentando que no tenía los medios financieros posibles para quedarse con la casa. Anteriormente, en 2003, el partido intentó convencer a la ciudad de Viena de que comprara el edificio para salvarlo de la privatización; sin embargo, las autoridades de la ciudad no respondieron.

#### Conflicto interno entre partidos
Comenzó en 1994 un conflicto entre la dirección del partido que giraba en torno al presidente Walter Baier y diferentes grupos de oposición internos, que se habían reunido principalmente en torno al periódico nVs (neue Volksstimme, esp: nueva voz del pueblo) y la plataforma de Internet Kominform. Los críticos internos del partido acusaron a Walter Baier de revisionismo y traición al marxismo; él a su vez los acusó de tendencias estalinistas.
Este conflicto escaló en 2004, cuando en una convención del partido se decidió ingresar al Partido de la Izquierda Europea. En las elecciones al parlamento europeo, el KPÖ participó en una alianza en gran parte autofinanciada ("Wahlbündnis LINKS") con Leo Gabriel como candidato principal. En una entrevista con la revista Profil, se pronunció contra el socialismo, diciendo "Quiero una Europa solidaria, no una Europa socialista", lo que provocó furiosas críticas de la oposición interna del partido. Otro punto de discordia para la oposición fue que el partido, en el curso de su ingreso al Partido de la Izquierda Europea, tuvo que abandonar su demanda anterior de una retirada de Austria de la Unión Europea. Por lo tanto, muchas organizaciones partidarias boicotearon la campaña electoral. El resultado electoral de 0,77% (20.497 votos) fue decepcionante y significó una caída de 1.466 votos con respecto a los resultados electorales de 1999.
Aumentó la presión sobre la dirección del partido para convocar un congreso del partido y, como consecuencia, la dirección, que estaba formada por Walter Baier y otros dos miembros, convocó el 33.º Congreso del Partido del KPÖ para el 11 y el 12 de diciembre de 2004, como delegación del congreso del partido en Linz-Ebelsberg. Con esta convocatoria la dirección desconoció una resolución del 32 Congreso del Partido(que se llevó a cabo como un congreso del partido de "todos los miembros", no por delegados), que establecía que el siguiente 33.º Congreso del Partido se llevaría a cabo nuevamente como un congreso del partido de "todos los miembros", en algún lugar fuera de Viena. Dado que el Congreso del Partido es, según el estatuto del partido, el comité supremo del KPÖ, la oposición vio una violación del estatuto y recurrió a la comisión de arbitraje del partido, que es la autoridad interna en tales casos. La comisión de arbitraje decidió, sin embargo, que no se reconocía ninguna violación formal del estatuto ya que, según el estatuto, el Congreso del Partido no puede decidir sobre la forma de convocatoria de un congreso del partido en el futuro. Algunos miembros de la sucursal de KPÖ en Ottakring (Ottakring es un distrito tradicional de trabajadores de bajos ingresos en Viena) trataron de convocar un congreso de todos los miembros del partido propio, justificando sus acciones en el estatuto del partido. Este intento fue cancelado rápidamente debido a las amenazas de acciones legales de Baier. El Congreso del Partido de delegados se reunió y tuvo lugar el 4 de diciembre y el 5 de diciembre de 2004, con 76 delegados reunidos en Ebelsberg. El Congreso del Partido fue boicoteado por la oposición interna del partido, así como por la rama regional de KPÖ en Tirol, Graz y Estiria. La agenda del 33.º Congreso del Partido fue el rechazo de la constitución europea y la directriz de servicios de la Unión Europea, la defensa de la propiedad pública de la privatización, así como cómo celebrar el año jubilar de Austria 2005 (60 años desde el final de la Segunda Guerra Mundial, 50 años de independencia como Segunda República, 10 años como miembro de la Unión Europea).
Walter Baier fue reelegido sin oposición con el 89,4% de los votos. Entre otras cosas, también se modificó el estatuto del partido. A causa del conflicto interno, varios opositores fueron expulsados del partido. Algunos críticos acusaron al liderazgo de procedimientos antidemocráticos y se retiraron voluntariamente del partido. La relación con la Juventud Comunista de Austria-Izquierda Joven (KJÖ) también fue tensa, debido a los intentos de la dirección de desarrollar una nueva organización juvenil.
En marzo de 2006, Walter Baier renunció a la presidencia del partido por motivos personales y políticos. Fue reemplazado por Mirko Messner, un esloveno de Carintia y activista del partido desde hace mucho tiempo, y Melina Klaus más tarde ese mes.

#### Renacimiento y reingreso al Landtag de Estiria
En el siglo XXI, el partido ha experimentado un renacimiento, particularmente en el estado de Estiria. En las elecciones al Landtag de Estiria (parlamento estatal) del 2 de octubre de 2005, el KPÖ, con el principal candidato Ernest Kaltenegger, pudo ganar 4 escaños (6,34 % de los votos). Esta fue su primera vuelta en el Landtag de Estiria (o cualquier parlamento estatal) desde 1970. El partido mantuvo la representación en este organismo desde entonces. En la capital de Estiria, Graz, el KPÖ se convirtió en un exitoso partido local (20,75% en las elecciones municipales de 2005). Este éxito se atribuyó en gran medida al liderazgo del popular concejal Ernest Kaltenegger.quien elevó el perfil de la vivienda como un tema político.
El partido aseguró un escaño en el consejo de la ciudad en 1988, haciendo campaña contra el aumento de los alquileres, y el partido local estableció servicios prácticos de apoyo y asesoramiento para ayudar a los inquilinos a tratar con los propietarios, inspirados en una iniciativa del Partido Comunista Francés. Durante la década de 1990, el KPÖ hizo campaña con éxito para la aprobación de un proyecto de ley que restringía los alquileres de viviendas públicas a no más de un tercio de los ingresos del arrendatario. En las siguientes elecciones de 1998, el partido ganó cuatro escaños en el consejo y aseguró un asiento en el senado de la ciudad (el ejecutivo del consejo), que tomó Kaltenegger, quien fue designado para el departamento de vivienda de la ciudad: entre otras medidas, pudo garantizar que cada unidad de vivienda pública tuviera su propio inodoro y baño. El voto del KPÖ en las próximas elecciones de 2003 aumentó a casi el 20 por ciento. Al año siguiente, logró bloquear una iniciativa de los otros partidos en el consejo para privatizar el parque de viviendas de la ciudad mediante la recolección de más de 10.000 firmas para provocar un referéndum, en el que el 96 por ciento de los votantes se opuso a la privatización. Tradicionalmente, al final del año, los líderes del KPÖ de Graz revelan sus cuentas. Los concejales de KPÖ deben ganar el salario industrial promedio y donar el resto a programas sociales de acuerdo con las reglas básicas de KPÖ. El partido retuvo este bastión en 2012.y en 2017. En las elecciones de 2021, el KPÖ emergió como el partido con más escaños en el consejo, con el 29 por ciento de los votos, y Elke Kahr, del partido, fue elegida alcaldesa al frente de una coalición de comunistas. los socialdemócratas y los verdes.

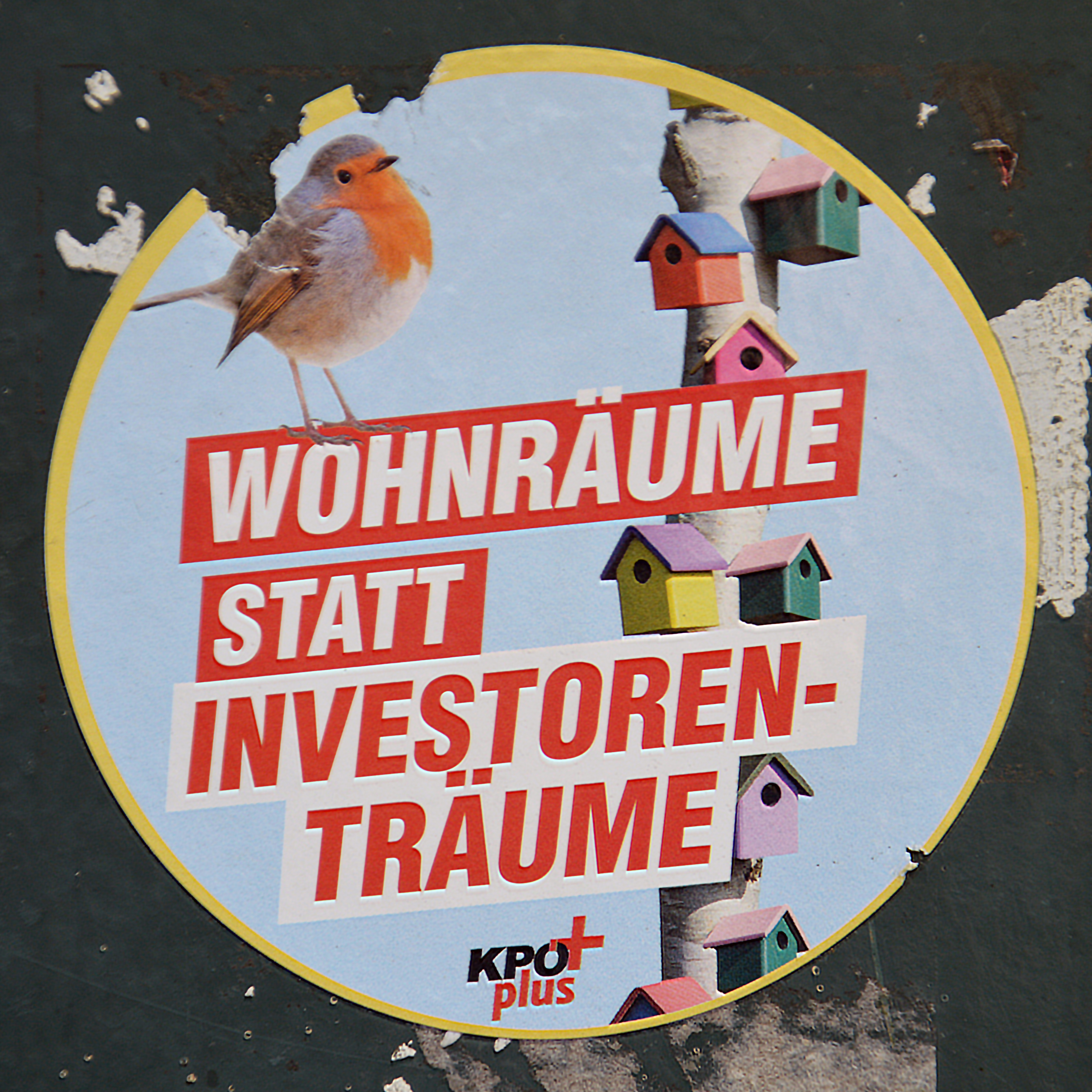
Pegatina del KPÖ que aboga por "espacios habitables en lugar de sueños de inversores", vista en Salzburgo en 2023.

En las elecciones estatales de Salzburgo de 2023, el KPÖ obtuvo el 11,7 % de los votos (un aumento del 11,3 % con respecto a las elecciones anteriores de 2018) y cuatro escaños. Esta fue la primera vez que el partido obtuvo escaños en el Landtag de Salzburgo desde 1945.
En las elecciones al Parlamento Europeo de 2024, el KPÖ triplicó su resultado de 2019, obteniendo 104.245 votos (3,0%).
A pesar de que algunas encuestas indicaban que el KPÖ superó el umbral electoral durante un breve periodo en 2023,el partido obtuvo el 2,4% de los votos en las elecciones legislativas austriacas de 2024 y no logró ningún escaño. Aun así, esto representó una mejora notable con respecto a las elecciones anteriores y el mejor resultado del partido desde 1962.

## Militancia
Al final de la Segunda Guerra Mundial el partido tenía una militancia de 150.000 miembros, aunque para mediados de la década de 1960 la cifra había caído a unos 35.000 miembros y aún se redujo más para la década de 1970. Debido a la continua caída del apoyo popular al KPÖ hacia finales de la década de 1970, el partido coqueteó brevemente con el eurocomunismo y el socialismo democrático. Sin embargo, este movimiento provocó una importante crisis interna en tanto que muchos de sus miembros consideraban este movimiento como un abandono de los postulados comunistas tradicionales. Como consecuencia, más de un tercio de la militancia abandonó el partido.

## Resultados electorales
Parlamento de Austria
| Comicios | # de votos   | % de votos | # de escaños | ± | Notas                                                                   |
| -------- | ------------ | ---------- | ------------ | - | ----------------------------------------------------------------------- |
| 1920     | 27.386 (#7)  | 0,9        | 0/183        |   |                                                                         |
| 1923     | 22.164 (#7)  | 0,7        | 0/63         | 0 |                                                                         |
| 1927     | 16.119 (#6)  | 0,4        | 0/63         | 0 |                                                                         |
| 1930     | 20.951 (#7)  | 0,6        | 0/63         | 0 |                                                                         |
|          |              |            |              |   |                                                                         |
| 1945     | 174.257 (#3) | 5,4        | 4/63         | 4 |                                                                         |
| 1949     | 213.066 (#4) | 5,1        | 5/63         | 1 | Se presentó dentro de la Linksblock.                                    |
| 1953     | 228.159 (#4) | 5,3        | 4/63         | 1 | Se presentó como Wahlgemeinschaft Österreichische Volksopposition (VO). |
| 1956     | 192.438 (#4) | 4,4        | 3/63         | 1 | Se presentó como Kommunisten und Linkssozialisten (KuL).                |
| 1959     | 142.578 (#4) | 3,3        | 0/63         | 3 | Se presentó como Kommunisten und Linkssozialisten (KuL).                |
| 1962     | 135.520 (#4) | 3,0        | 0/63         | 0 | Se presentó como Kommunisten und Linkssozialisten (KLS).                |
| 1966     | 18.636 (#5)  | 0,4        | 0/63         | 0 |                                                                         |
| 1970     | 44.750 (#4)  | 1,0        | 0/63         | 0 |                                                                         |
| 1971     | 61.762 (#4)  | 1,4        | 0/63         | 0 |                                                                         |
| 1975     | 55.032 (#4)  | 1,2        | 0/63         | 0 |                                                                         |
| 1979     | 45.280 (#4)  | 1,0        | 0/63         | 0 |                                                                         |
| 1983     | 31.912 (#6)  | 0,7        | 0/63         | 0 |                                                                         |
| 1986     | 35.104 (#5)  | 0,7        | 0/63         | 0 |                                                                         |
| 1990     | 25.682 (#7)  | 0,5        | 0/63         | 0 |                                                                         |
| 1994     | 11.919 (#7)  | 0,3        | 0/63         | 0 |                                                                         |
| 1995     | 13.938 (#7)  | 0,3        | 0/63         | 0 |                                                                         |
| 1999     | 22.016 (#7)  | 0,5        | 0/63         | 0 |                                                                         |
| 2002     | 27.568 (#6)  | 0,6        | 0/63         | 0 |                                                                         |
| 2006     | 47.578 (#7)  | 1,0        | 0/63         | 0 |                                                                         |
| 2008     | 37.362 (#8)  | 0,8        | 0/63         | 0 |                                                                         |
| 2013     | 48.175 (#8)  | 1,0        | 0/63         | 0 |                                                                         |
| 2017     | 39,074 (#8)  | 0,8        | 0/63         | 0 |                                                                         |
| 2019     | 32,484 (#7)  | 0,7        | 0/63         | 0 | Dentro de la alianza "KPÖ Plus", junto a los Jóvenes Verdes.            |

Resultados en los Estados
| Elecciones estatales de Austria |             |        |         |                    |      |
| Estado                          | Votos       | %      | Escaños | Gobierno           | Año  |
| Alta Austria                    | 6.504 (#7)  | 0,81%  | 0/56    | Extraparlamentario | 2021 |
| Baja Austria                    | 3.437 (#7)  | 0,38%  | 0/56    | Extraparlamentario | 2023 |
| Carintia                        | 349 (#9)    | 0,12%  | 0/36    | Extraparlamentario | 2023 |
| Estiria                         | 36.062 (#5) | 5,99%  | 2/48    | Oposición          | 2019 |
| Salzburgo                       | 31.383 (#4) | 11,66% | 4/36    | Oposición          | 2023 |
| Tirol                           | 2.312 (#8)  | 0,67%  | 0/36    | Extraparlamentario | 2022 |
| Viena                           | 14.919 (#7) | 2,06%  | 0/100   | Extraparlamentario | 2020 |